# MCD (supermarkt)
MCD is een Nederlandse supermarktformule waar 10 winkels bij zijn aangesloten, deels als franchisewinkels. MCD is hoofdzakelijk gevestigd in Zuidwest-Nederland.
MCD werd in 1966 opgericht in Oosterhout als Marius & Cornelis Discount, dat werd afgekort als MC Discount. De winkels begonnen als discountsupermarkten, maar werden later door de nieuwe eigenaar omgevormd tot servicesupermarkten. Moederbedrijf Boon Food Group is aangesloten bij inkooporganisatie Superunie.
Het distributiecentrum van de MCD was gevestigd in Sliedrecht. Sinds 2018 zijn deze activiteiten verplaatst naar een nieuw pand in Dordrecht.
In 2017 werd er door Boon Food Group voorspeld dat de MCD-formule in de toekomst zou gaan verdwijnen. De bestaande winkels zouden dan worden omgebouwd naar de Boon's Markt-formule. Medio 2025 zijn er nog 10 MCD-winkels in bedrijf.